# Iassus politus
Iassus politus är en insektsart som beskrevs av Walker 1870. Iassus politus ingår i släktet Iassus och familjen dvärgstritar. Inga underarter finns listade i Catalogue of Life.